# Aufderbech
Aufderbech ist eine Hofschaft in der bergischen Großstadt Solingen.

## Geographie
Aufderbech befindet sich zwischen den Solinger Stadtteilen Aufderhöhe und Ohligs an einer südlich der Höhscheider Straße gelegenen Stichstraße, die den Namen des Ortes trägt. Nach Westen hin wird der Ort durch die Wohnsiedlungen an der Büchner-, der Scheffel- und der Rückertstraße begrenzt, weiter westlich liegt Neuenufer. Im Osten liegen die Hofschaften Hülsen, Riefnacken und Heipertz. Weiter nördlich liegt Altenufer, dahinter fällt das Gelände in das Viehbachtal ab. Im Süden befinden sich Wiefeldick mit den zugehörigen Wohngebieten und ein Standort der Geschwister-Scholl-Gesamtschule an der Uhlandstraße.

## Etymologie
Die Ortsbezeichnung Aufderbech (ursprünglich teils auch nur Bech) ist von dem Wort Bech abgeleitet, das Bach bedeutet (vergleiche auch die Walder Hofschaft Bech).

## Geschichte
Die Hofschaft Aufderbech lässt sich bis in das 15. Jahrhundert zurückverfolgen. Im Jahre 1715 ist der Ort in der Karte Topographia Ducatus Montani, Blatt Amt Solingen, von Erich Philipp Ploennies mit einer Hofstelle verzeichnet und als Bec. benannt. Der Hof gehörte zur Honschaft Barl innerhalb des Amtes Solingen. Die Topographische Aufnahme der Rheinlande von 1824 enthält den Ort nicht, die Preußische Uraufnahme von 1844 verzeichnet ihn als Bech. In der Topographischen Karte des Regierungsbezirks Düsseldorf von 1871 ist der Ort ohne Namen verzeichnet.
Nach Gründung der Mairien und späteren Bürgermeistereien Anfang des 19. Jahrhunderts gehörte Aufderbech zur Bürgermeisterei Merscheid, die 1856 zur Stadt erhoben und im Jahre 1891 in Ohligs umbenannt wurde.
1815/16 lebten 36, im Jahr 1830 40 Menschen im als Weiler bezeichneten auf dem Bach. Dort lag er in der Flur VIII Wieveldick. Der nach der Statistik und Topographie des Regierungsbezirks Düsseldorf als Hofstadt kategorisierte Ort besaß zu dieser Zeit sieben Wohnhäuser und sieben landwirtschaftliche Gebäude mit 69 Einwohnern, davon einer katholischen und 69 evangelischen Bekenntnisses. Die Gemeinde- und Gutbezirksstatistik der Rheinprovinz führt den Ort 1871 mit neun Wohnhäusern und 88 Einwohnern auf. Im Gemeindelexikon für die Provinz Rheinland von 1888 werden für Auf der Bech acht Wohnhäuser mit 87 Einwohnern angegeben. 1895 besitzt der Ortsteil neun Wohnhäuser mit 76 Einwohnern.

Mit der Städtevereinigung zu Groß-Solingen im Jahre 1929 wurde die Hofschaft Aufderbech ein Ortsteil Solingens. Seit dem Jahre 1986/1987 stehen von den historischen Fachwerkhäusern im Ort die Gebäude Aufderbech 7, 11, 13, 16, 22 und 24 unter Denkmalschutz.

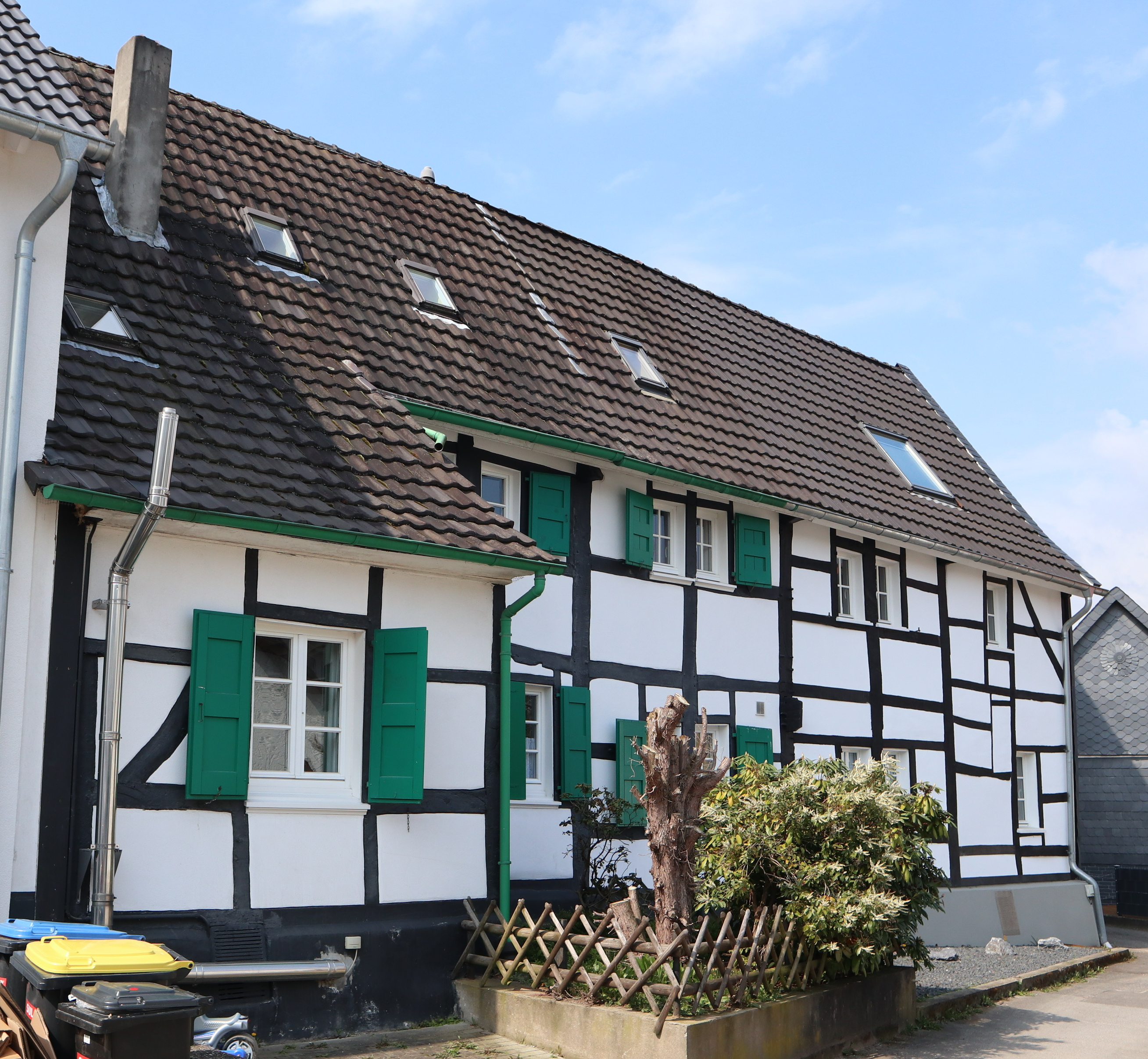
Aufderbech 9, 11, 13
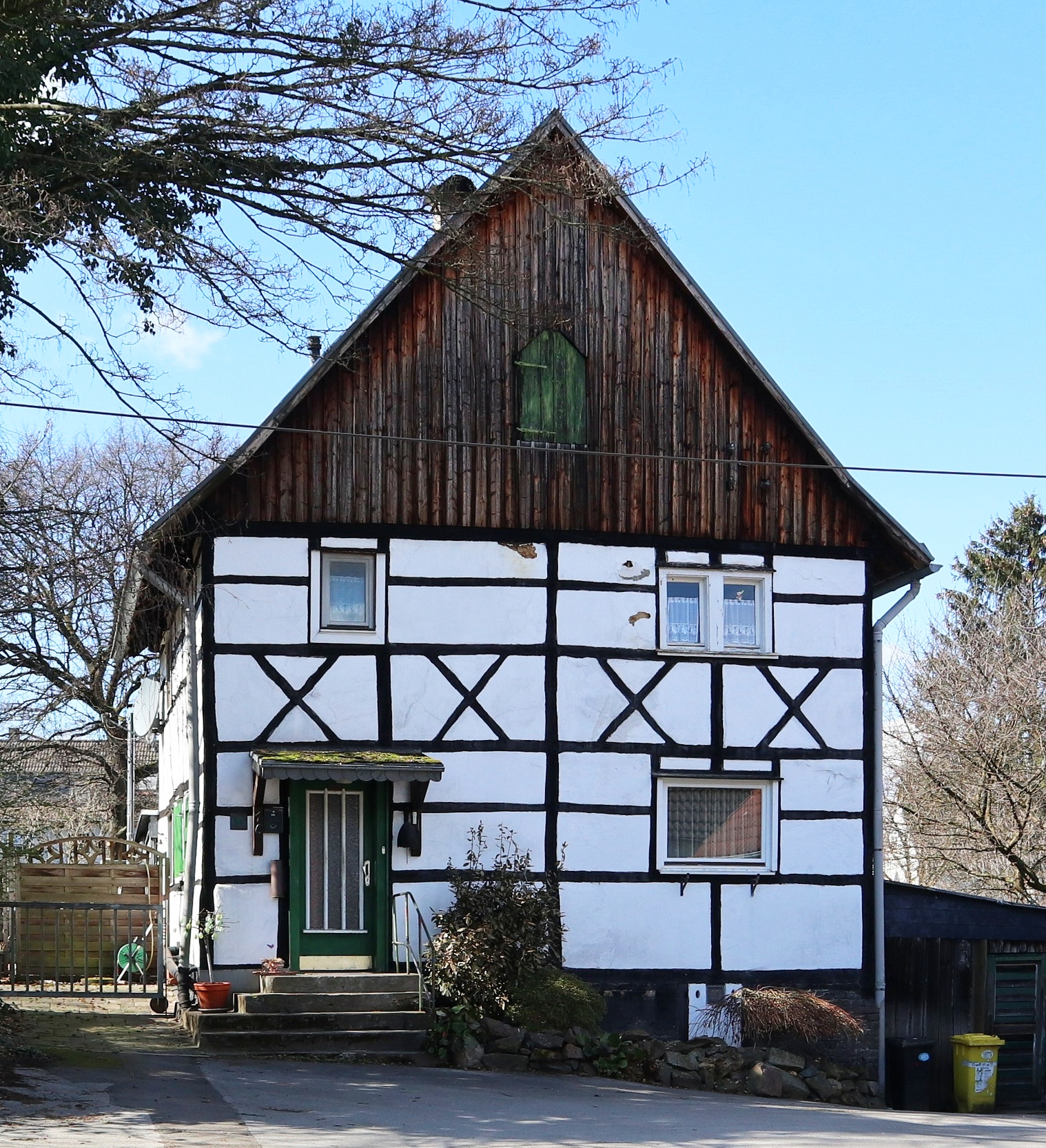
Aufderbech 16
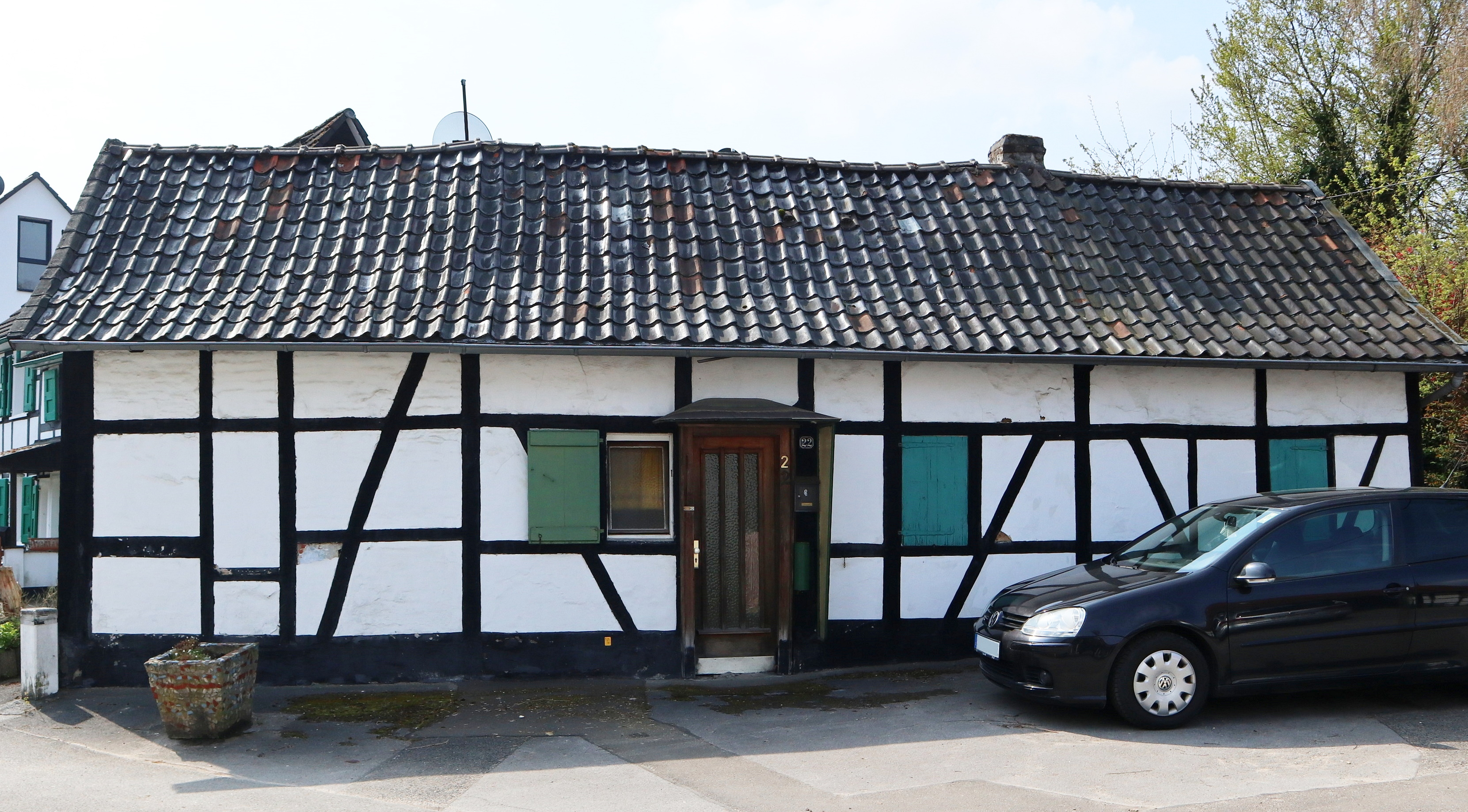
Aufderbech 22
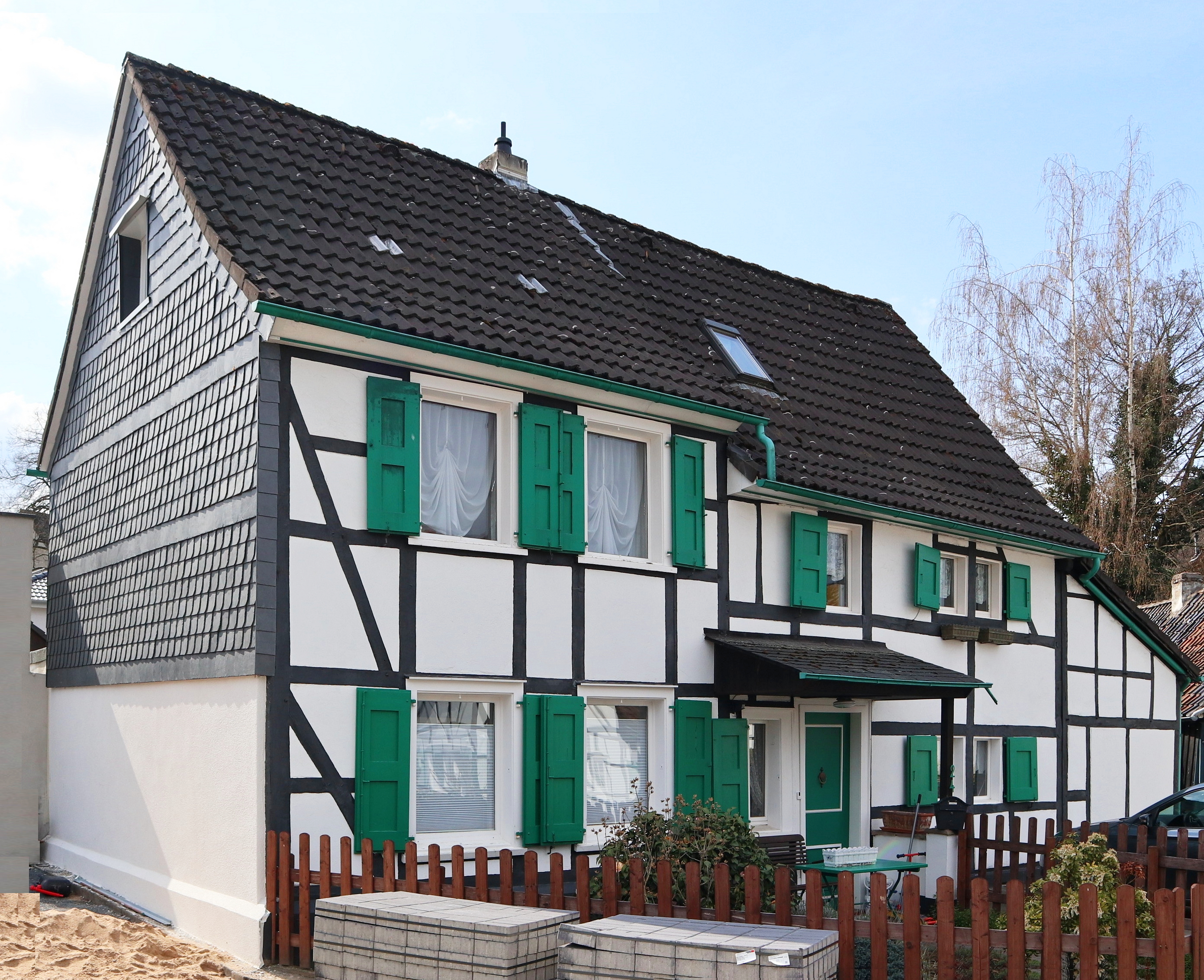
Aufderbech 24